# Revista Clima
Revista Clima foi uma revista acadêmica que marcou a crítica paulistana, publicada entre maio de 1941 a novembro de 1944. Fundada por alunos da Faculdade de Filosofia, Ciências e Letras da USP reuniu pessoas que iriam marcar a intelectualidade brasileira: Paulo Emílio Salles Gomes, Décio de Almeida Prado, Antonio Candido, Rui Coelho, Gilda de Mello e Souza e Lourival Gomes Machado. Foi inicialmente financiada por Alfredo Mesquita, fundador da Escola de Arte Dramática de São Paulo. Teve 16 números publicados.